# Sainte-Marguerite-de-l'Autel
Sainte-Marguerite-de-l'Autel é uma comuna francesa na região administrativa da Normandia, no departamento de Eure. Estende-se por uma área de 23,6 km². Em 2010 a comuna tinha 684 habitantes (densidade: 29 hab./km²).